# Ott Vanaselja
Ott Vanaselja (ur. 10 grudnia 1961) – radziecki (estoński) kierowca wyścigowy.

## Biografia
W 1988 roku zadebiutował w wyścigach samochodów jednomiejscowych. Rywalizował wówczas Estonią 21 w barwach Kalevu Tallinn. Wygrał nieoficjalny wyścig Formuły Mondial na torze Nemanskoje Kolco. Wygrał również jeden wyścig w ramach mistrzostw Estonii Formuły Easter i został wicemistrzem serii. Startował także w Sowieckiej Formule Mondial, w której został sklasyfikowany na osiemnastej pozycji. W 1989 roku rozpoczął używanie samochodu marki Esttec, napędzanego silnikiem Volkswagen. Wygrał wówczas wyścig skandynawsko-bałtycki na torze Bikernieki. Został ponadto mistrzem Estonii w Formule Mondial. W tym samym roku zadebiutował Raltem RT31 w Szwedzkiej Formule 3. W roku 1990 rywalizował w Szwedzkiej Formule 3, a także w Fińskiej Formule 4, w której został sklasyfikowany na czternastym miejscu. 

## Wyniki
| Legenda oznaczeń w tabelach wyników Wyświetl szablon na nowej stronie | Legenda oznaczeń w tabelach wyników Wyświetl szablon na nowej stronie                                                                     |
| Oznaczenie                                                            | Wyjaśnienie |
| --------------------------------------------------------------------- | --- |
| Złoty                                                                 | Zwycięzca lub mistrzostwo |
| Srebrny                                                               | 2. miejsce lub wicemistrzostwo |
| Brązowy                                                               | 3. miejsce lub II wicemistrzostwo |
| Zielony                                                               | Ukończył, punktował (w klasyfikacji generalnej, gdy zdobył co najmniej jeden punkt na przestrzeni sezonu, poza trzema powyższymi opcjami) |
| Niebieski                                                             | Ukończył, nie punktował (w klasyfikacji generalnej, gdy nie zdobył co najmniej jednego punktu na przestrzeni sezonu)                      |
| Czerwony                                                              | Nie zakwalifikował się (NZ) |
| Czerwony                                                              | Nie prekwalifikował się (NPK) |
| Różowy                                                                | Nie ukończył (NU) |
| Różowy                                                                | Niesklasyfikowany (NS) (w klasyfikacji generalnej, gdy nie został sklasyfikowany w żadnym wyścigu sezonu)                                 |
| Czarny                                                                | Zdyskwalifikowany (DK) |
| Czarny                                                                | Wykluczony (WYK/EX) |
| Biały                                                                 | Nie wystartował (NW) |
| Biały                                                                 | Kontuzjowany (K/INJ) |
| Biały                                                                 | Wyścig odwołany (OD/C) |
| Bez koloru                                                            | Został wycofany (WYC/WD) |
| Bez koloru                                                            | Nie przybył (NP/DNA) |
| Bez koloru                                                            | Nie brał udziału w treningach (NT/DNP) |
| Bez koloru                                                            | Nie został zgłoszony (–) |
| Pogrubienie                                                           | Start z pole position |
| Kursywa                                                               | Najszybsze okrążenie wyścigu |
| †                                                                     | Nie ukończył, ale jego rezultat został zaliczony ze względu na przejechanie więcej niż 90% dystansu wyścigu.                              |
| *                                                                     | Sezon w trakcie |
| 1/2/3                                                                 | Punktowana pozycja w sprincie kwalifikacyjnym                                                                                             |
| Lista systemów punktacji Formuły 1                                    | |

### Sowiecka Formuła Mondial
| Rok  | Zespół        | Samochód      | Silnik     | Wyniki w poszczególnych eliminacjach | Wyniki w poszczególnych eliminacjach | Wyniki w poszczególnych eliminacjach | Pkt. | Msc. |
| ---- | ------------- | ------------- | ---------- | ------------------------------------ | ------------------------------------ | ------------------------------------ | ---- | ---- |
| 1988 |               |               |            |                                      |                                      |                                      | 38   | 18   |
| 1988 | Kalev Tallinn | Estonia 21.10 | Łada       | -                                    | NU                                   | 7                                    | 38   | 18   |
| 1989 |               |               |            |                                      |                                      |                                      | 0    | NS   |
| 1989 | Kalev Tallinn | Esttec 884    | Volkswagen | NU                                   | NU                                   | -                                    | 0    | NS   |

### Szwedzka Formuła 3
| Rok  | Zespół        | Samochód  | Silnik     | Wyniki w poszczególnych eliminacjach | Wyniki w poszczególnych eliminacjach | Wyniki w poszczególnych eliminacjach | Wyniki w poszczególnych eliminacjach | Wyniki w poszczególnych eliminacjach | Wyniki w poszczególnych eliminacjach | Wyniki w poszczególnych eliminacjach | Wyniki w poszczególnych eliminacjach | Pkt. | Msc. |
| ---- | ------------- | --------- | ---------- | ------------------------------------ | ------------------------------------ | ------------------------------------ | ------------------------------------ | ------------------------------------ | ------------------------------------ | ------------------------------------ | ------------------------------------ | ---- | ---- |
| 1989 |               |           |            | Szwecja                              | Szwecja                              | Szwecja                              | Szwecja                              | Szwecja                              | Szwecja                              | Szwecja                              | Szwecja                              | 0    | NS   |
| 1989 | Esttec Racing | Ralt RT31 | Volkswagen | -                                    | -                                    | -                                    | -                                    | 13                                   | -                                    | -                                    | -                                    | 0    | NS   |